# Prosopocoilus oweni pascoei
Prosopocoilus oweni pascoei es una subespecie de coleóptero de la familia Lucanidae.

## Distribución geográfica
Habita en la Península de Malaca y en Tenasserim en  Birmania.